# Rödstjärtad tropikfågel
Rödstjärtad tropikfågel (Phaethon rubricauda) är en av tre fågelarter i familjen tropikfåglar inom ordningen tropikfåglar. Den häckar i tropiska delar av Stilla havet och Indiska oceanen. Arten minskar i antal, dock inte tillräckligt kraftigt för att anses vara hotad.

## Utseende
Tropikfåglar är säregna huvudsakligen havslevande tärnliknande fåglar som precis som namnet avslöjar trivs i subtropiska och subtropiska områden. De tre arterna är huvudsakligen vita, har förlängda stjärtfjädrar och fötter placerade så långt bak på kroppen att de inte kan gå på land. 
Rödstjärtad tropikfågel är med en kroppslängd på 46 cm bara något mindre än rödnäbbad tropikfågel (P. aethereus). Den har en unik kombination av röd näbb och röda förlängda stjärtfjädrar. Den är också ljusast av alla och saknar svart bandning på mantel, rygg och övergump. 
Vingarna är vidare vita, endast mörka teckningar på tertialerna och handpennornas bas (stora delar av handpennorna är svarta hos både vitstjärtad och rödnäbbad tropikfågel). Ungfågeln har grå eller svart näbb (gul hos aethereus) och saknar svart band i nacken.

## Utbredning och systematik
Rödstjärtad tropikfågel förekommer i tropiska delar av Stilla havet och Indiska oceanen. Den delas in i fyra underarter med följande utbredning:
- Phaethon rubricauda melanorhynchos – häckar och förekommer över stora delar av tropiska Stilla havet
- Phaethon rubricauda roseotinctus – häckar på öar i sydvästra Stilla havet
- Phaethon rubricauda rubricauda – häckar på öar i västra Indiska oceanen
- Phaethon rubricauda westralis – häckar på öar i östra Indiska oceanen och på Påskön

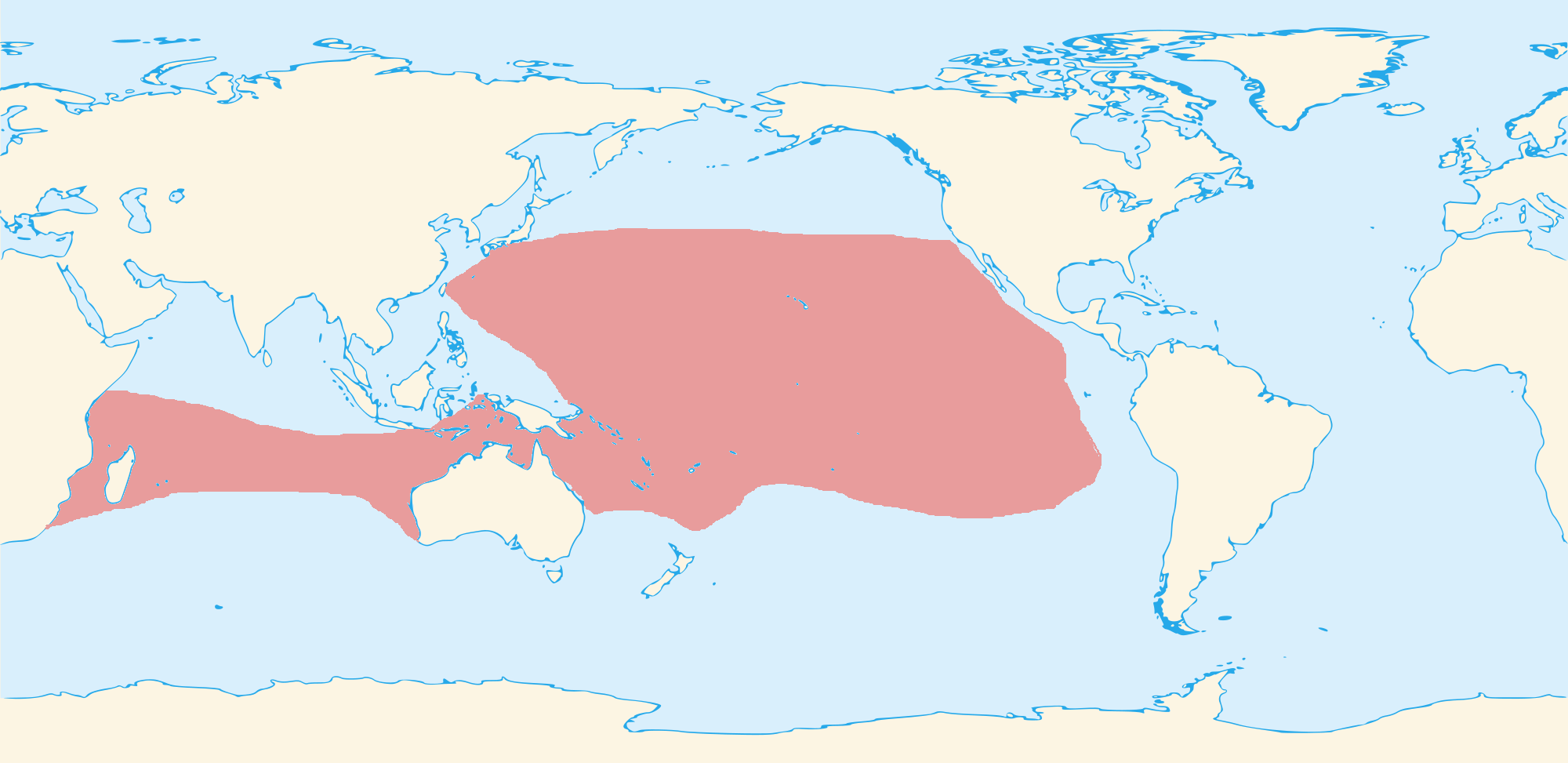
Utbredningsområdet för rödstjärtad tropikfågel.

Den har tillfälligt påträffats i Brasilien, Fiji, Kenya, Peru och Thailand. Fynd finns även fån västra Nordamerika, i Kalifornien och kanadensiska Vancouver.

## Levnadssätt
Rödstjärtad tropikfågel lever mestadels av fisk, framför allt flygfisk, men också stora mängder av bläckfisk och ibland kräftdjur. Den fångar sitt byte genom att dyka, från mellan sex och 50 meters höjd till ett djup av ungefär 4,5 meter. Flygfisk tas dock i flykten. Fågeln häckar i lösa kolonier på otillgängliga klippor på små och avlägsna öar. Adulta fåglar ses nära kolonin året om.

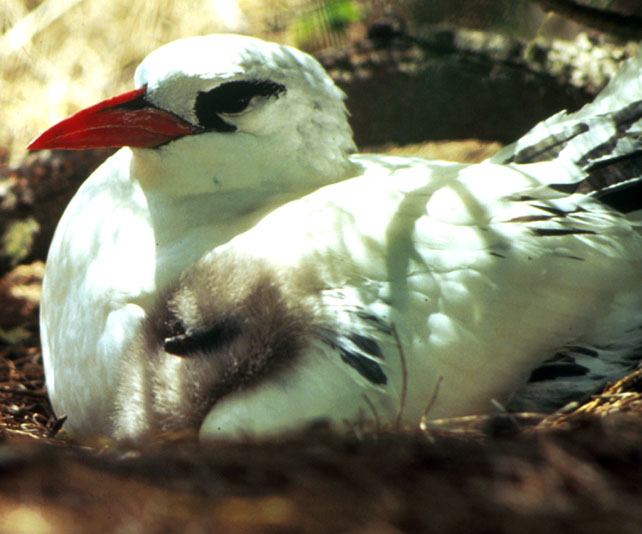
Rödstjärtad tropikfågel med unge.

## Status och hot
Arten har ett stort utbredningsområde, men minskar i antal, dock inte tillräckligt kraftigt för att anses vara hotad. Utifrån dessa kriterier kategoriserar IUCN arten som livskraftig (LC). Världspopulationen uppskattas till 70 000 vuxna individer.

## Namn
Rödstjärtade tropikfågelns vetenskapliga artnamn rubricauda betyder just "rödstjärtad".